# قرار مجلس الأمن التابع للأمم المتحدة رقم 1058
قرار مجلس الأمن التابع للأمم المتحدة 1058، الذي اعتمد في 30 مايو 1996، بعد أن ذكر بالقرارات السابقة، بما فيها القرارين 1027 (1995) و1046 (1996)، مدد المجلس ولاية قوة الأمم المتحدة للانتشار الوقائي في مقدونيا حتى 30 نوفمبر 1996.
وقد اضطلعت بعثة قوة الأمم المتحدة للانتشار الوقائي بدور هام في الحفاظ على السلام والاستقرار في مقدونيا، وتحسن الوضع الأمني. وفي 8 أبريل 1996 ، وقعت مقدونيا وجمهورية يوغوسلافيا الاتحادية (صربيا والجبل الأسود) اتفاقا ودعيت كلتاهما الآن إلى تحديد حدودهما المشتركة.
وجرى حث جميع الدول الأعضاء على النظر بشكل إيجابي في طلبات الأمين العام لتقديم المساعدة إلى قوة الأمم المتحدة للانتشار الوقائي، وطلب إلى الأمين العام أن يقدم تقريرا بحلول 30 سبتمبر 1996 عن الحالة في البلد وعن قوام قوة الأمم المتحدة للانتشار الوقائي وولايتها.
واعتمد القرار 1058 بأغلبية 14 صوتا مقابل لا شيء، مع امتناع واحد عن التصويت من روسيا.

## وصلات خارجية
- Text of the Resolution at undocs.org